# Минсъярви
Минсъярви — озеро на территории Ребольского сельского поселения Муезерского района Муезерского района Республики Карелия.

## Общие сведения
Площадь озера — 1,5 км², площадь водосборного бассейна — 363 км². Располагается на высоте выше 183,2 метров над уровнем моря.
Форма озера лопастная, продолговатая: вытянуто с северо-запада на юго-восток. Берега изрезанные, каменисто-песчаные.
В озеро втекает протока из озера Лаусъярви, в которое впадает река Мурдойоки, несущая воды из озёр Шуры-Редуниярви, Мурдоярви и Коккоярви.
Минсъярви соединено протокой с озером Ровкульским и, далее, с Большим Ровкульским, откуда через реки Сулу и Лендерку воды в итоге попадают в Балтийское море.
Ближе к юго-восточной оконечности озера расположен один относительно крупный (по масштабам водоёма) остров без названия.
Код объекта в государственном водном реестре — 01050000111102000010533.